# 고창 선운사 동백나무 숲
고창 선운사 동백나무 숲은 대한민국 전북특별자치도 고창군 아산면 선운사에 있는 동백나무 숲이다. 1967년 2월 11일 대한민국의 천연기념물 제184호로 지정되었다.

## 개요
동백나무는 차나무과에 속하는 나무로 우리나라를 비롯하여 일본·중국 등의 따뜻한 지방에 분포하고 있다. 우리나라에서는 남쪽 해안이나 섬에서 자란다. 꽃은 이른 봄에 피는데 매우 아름다우며 꽃이 피는 시기에 따라 춘백(春栢), 추백(秋栢), 동백(冬栢)으로 부른다.
《고창 선운사 동백나무 숲》은 백제 위덕왕 24년(577) 선운사가 세워진 후에 만들어진 것으로 나무의 평균 높이는 약 6m이고, 둘레는 30cm이다. 절 뒷쪽 비스듬한 산아래에 30m 넓이로 가느다란 띠모양을 하고 있다.
《고창 선운사 동백나무 숲》은 아름다운 사찰경관을 이루고 있으며, 사찰림으로서의 문화적 가치 및 오래된 동백나무숲으로서의 생물학적 보존 가치가 높아 천연기념물로 지정·보호하고 있다.

## 참고 문헌
- 문화재청, 《문화재이야기여행 천연기념물 100선 보관됨 2016-08-28 - 웨이백 머신》, pp168–174, 2016-03-31

## 참고 자료
- 고창 선운사 동백나무 숲 - 국가유산청 국가유산포털
- 고창 삼인리의 동백나무숲 보관됨 2007-09-29 - 웨이백 머신 - 남북의 천연기념물